# 7217-es mellékút (Magyarország)
A 7217-es számú mellékút egy négy számjegyű mellékút Veszprém vármegyében, a Balaton-felvidéken.

## Nyomvonala
A 8-as főútból kiágazva indul, annak 50+600-as kilométerszelvénye előtt, Veszprém külterületén, a főút megyeszékhelyt elkerülő szakaszán, délkeleti irányban; a vele párhuzamosan induló kerékpárút a Szent István-kerékpárút nevet viseli. 1,7 kilométer megtétele után lép át Szentkirályszabadja területére; a település első házait 3,9 kilométer után éri el. Itt egy időre északkelet felé fordul, északi irányból harántolja a település belterületét, egy lámpás kereszteződésben leágazó önkormányzati úton lehet bejutni a község lakott területére (a kerékpárút itt bekanyarodik a községbe), majd a. 4+400-as kilométerszelvénye táján kiágazik belőle a Veszprém-Szentkirályszabadja repülőtérhez vezető út, a 7217-es pedig hamarosan elhagyja a települést.
Több irányváltást követően, 6,2 kilométer után lép át Balatonalmádi területére, melynek első házait kicsivel a 8. kilométere előtt éri el. Itt sokáig Veszprémi út néven halad, közben a vörösberényi városrész katolikus templománál (8+800-as kilométerszelvényénél) beletorkollik (alig 500 méter megtétele után) a 72 803-as út (Thököly utca), amely a 71-es főút 21+400-as kilométerszelvényénél ágazik ki, és afféle átkötő ágként funkcionál a 71-es és a mellékút között, Balatonalmádi belvárosát kikerülve. A 7217-es út egy darabig még továbbra is Veszprémi út néven kanyarog, majd a belvárosban a Baross Gábor út nevet veszi fel. A végéhez közeledve egy szakaszon Petőfi Sándor utca a neve, majd Városház tér néven ér véget, a 71-esbe csatlakozva, annak 24+450-es kilométerszelvényénél, szintén lámpás kereszteződésben.
Teljes hossza, az országos közutak térképes nyilvántartását szolgáló kira.gov.hu adatbázisa szerint 10,815 kilométer.

## Története
Biztosra vehető, hogy az út története már legalább nyolc évszázadra tekint vissza: lényegében azonos nyomvonalú utat említ a veszprémi káptalan egy oklevele 1243-ból és egy másik oklevél 1414-ből, utóbbiban „via magna”, magyarul „nagy út” néven kerül említésre.